# كلية الطب التقويمي في جامعة جنوب-شرق نوفا
كلية الطب التقويمي في جامعة جنوب-شرق نوفا (بالإنجليزية: Nova Southeastern University College of Osteopathic Medicine)‏ هي إحدى الكليات لتدريس الطب في الولايات المتحدة الأمريكية. تقع في مدينة ديفي في ولاية فلوريدا الأمريكية. نوع الشهادة الطبية التي يتم تحصيلها هناك هي دو.